# Bryan Hextall (hockey sur glace, 1941)
Bryan Lee Hextall, surnommé Bryan Hextall junior, (né le 23 mai 1941 à Winnipeg, dans la province du Manitoba, au Canada) est un joueur professionnel canadien de hockey sur glace qui évoluait au poste d'attaquant.

## Biographie
Fils de Bryan Hextall, membre du temple de la renommée du hockey, il commence sa carrière professionnelle en 1961 avec les Beavers de Kitchener-Waterloo dans l'Eastern Professional Hockey League.

## Statistiques
| Saison     | Équipe                        | Ligue      |                            | Saison régulière           | Saison régulière           | Saison régulière           | Saison régulière           | Saison régulière           |                            | Séries éliminatoires       | Séries éliminatoires       | Séries éliminatoires       | Séries éliminatoires       | Séries éliminatoires       |
| Saison     | Équipe                        | Ligue      | PJ                         | B                          | A                          | Pts                        | Pun                        | PJ                         | B                          | A                          | Pts                        | Pun                        |                            |                            |
| 1961-1962  | Beavers de Kitchener-Waterloo | EPHL       | 56                         | 22                         | 23                         | 45                         | 48                         | 7                          | 1                          | 0                          | 1                          | 0                          |                            |                            |
| 1962-1963  | Clippers de Baltimore         | LAH        | 50                         | 8                          | 14                         | 22                         | 26                         | --                         | --                         | --                         | --                         | --                         |                            |                            |
| 1962-1963  | Rangers de New York           | LNH        | 21                         | 0                          | 2                          | 2                          | 10                         | --                         | --                         | --                         | --                         | --                         |                            |                            |
| 1963-1964  | Clippers de Baltimore         | LAH        | 54                         | 10                         | 12                         | 22                         | 39                         | --                         | --                         | --                         | --                         | --                         |                            |                            |
| 1964-1965  | Clippers de Baltimore         | LAH        | 71                         | 13                         | 30                         | 43                         | 46                         | 5                          | 0                          | 2                          | 2                          | 6                          |                            |                            |
| 1965-1966  | Canucks de Vancouver          | WHL        | 41                         | 8                          | 20                         | 28                         | 37                         | 7                          | 3                          | 1                          | 4                          | 23                         |                            |                            |
| 1966-1967  | Canucks de Vancouver          | WHL        | 61                         | 14                         | 42                         | 56                         | 60                         | 8                          | 3                          | 5                          | 8                          | 11                         |                            |                            |
| 1967-1968  | Americans de Rochester        | LAH        | 72                         | 24                         | 47                         | 71                         | 134                        | 11                         | 4                          | 10                         | 14                         | 13                         |                            |                            |
| 1968-1969  | Canucks de Vancouver          | WHL        | 70                         | 22                         | 56                         | 78                         | 104                        | 8                          | 4                          | 7                          | 11                         | 22                         |                            |                            |
| 1969-1970  | Penguins de Pittsburgh        | LNH        | 66                         | 12                         | 19                         | 31                         | 87                         | 10                         | 0                          | 1                          | 1                          | 34                         |                            |                            |
| 1970-1971  | Penguins de Pittsburgh        | LNH        | 76                         | 16                         | 32                         | 48                         | 133                        | --                         | --                         | --                         | --                         | --                         |                            |                            |
| 1971-1972  | Penguins de Pittsburgh        | LNH        | 78                         | 20                         | 24                         | 44                         | 126                        | 4                          | 0                          | 2                          | 2                          | 9                          |                            |                            |
| 1972-1973  | Penguins de Pittsburgh        | LNH        | 78                         | 21                         | 33                         | 54                         | 113                        | --                         | --                         | --                         | --                         | --                         |                            |                            |
| 1973-1974  | Penguins de Pittsburgh        | LNH        | 37                         | 2                          | 7                          | 9                          | 39                         | --                         | --                         | --                         | --                         | --                         |                            |                            |
| 1973-1974  | Flames d'Atlanta              | LNH        | 40                         | 2                          | 4                          | 6                          | 55                         | 4                          | 0                          | 1                          | 1                          | 16                         |                            |                            |
| 1974-1975  | Flames d'Atlanta              | LNH        | 74                         | 18                         | 16                         | 34                         | 62                         | --                         | --                         | --                         | --                         | --                         |                            |                            |
| 1975-1976  | Red Wings de Détroit          | LNH        | 21                         | 0                          | 4                          | 4                          | 29                         | --                         | --                         | --                         | --                         | --                         |                            |                            |
| 1975-1976  | North Stars du Minnesota      | LNH        | 58                         | 8                          | 20                         | 28                         | 84                         | --                         | --                         | --                         | --                         | --                         |                            |                            |
| 1977-1978  | Olympics de Brandon           | CSHL       |                            | 7                          | 34                         | 41                         | 45                         |                            |                            |                            |                            |                            |                            |                            |
| 1978-1979  | Olympics de Brandon           | CSHL       | Statistiques indisponibles | Statistiques indisponibles | Statistiques indisponibles | Statistiques indisponibles | Statistiques indisponibles | Statistiques indisponibles | Statistiques indisponibles | Statistiques indisponibles | Statistiques indisponibles | Statistiques indisponibles | Statistiques indisponibles | Statistiques indisponibles |
| Totaux LNH | Totaux LNH                    | Totaux LNH | 549                        | 99                         | 161                        | 260                        | 738                        | 18                         | 0                          | 4                          | 4                          | 59                         |                            |                            |